# (1497) Tampere
(1497) Tampere – planetoida z pasa głównego asteroid okrążająca Słońce w ciągu 4 lat i 339 dni w średniej odległości 2,9 au. Odkrył ją Yrjö Väisälä 22 września 1938 roku w Obserwatorium Iso-Heikkilä w Turku. Należy do rodziny planetoidy Koronis. Nazwa planetoidy pochodzi od Tampere, drugiego co do wielkości miasta w Finlandii. Przed nadaniem nazwy planetoida nosiła oznaczenie tymczasowe (1497) 1938 SB1.